# Dąb Katowice
El Dąb Katowice fue un equipo de fútbol de Polonia que jugó en la Ekstraklasa, la primera división nacional.

## Historia
Fue fundado en el año 1911 en Alta Silesia con el nombre SV Eiche como parte del Imperio alemán, donde está hasta que en 1922 se anexa a la segunda república de Polonia y pasa a llamarse KS Dab. Dos años después se muda a la ciudad de Katowice y pasa a llamarse Dąb Katowice.
En 1927 juega en la Klase A por dos años. En 1936 pasa a jugar en la Ekstraklasa por primera vez, mismo año en el que surgen secciones deportivas en boxeo, hockey sobre hielo, ciclismo, waterpolo, atletismo, natación y lucha libre.
En su primera temporada en primera división termina en octavo lugar solo tres puntos arriba del descenso, pero es descalificado en la siguiente temporada por intento de soborno.
En 1939 el club queda inactivo a causa de la Segunda Guerra Mundial, regresando a la actividad en 1946 con el nombre Robotniczy Klub Sportowy Kopalni Eminencja en referencia a las actividades anteriores a la guerra en las secciones de fútbol, patinaje, atletismo, natación, boxeo y waterpolo.
En 1962 logra el ascenso a la II Liga y desaparece seis años después luego de fusionarse con el GKS Katowice.

## Jugadores

### Jugadores destacados
- Ewald Ditko
- Richard Herrmann

## Galería

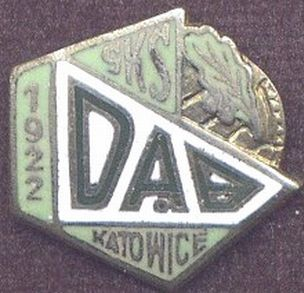
Imagen del escudo de 1922.